# 蓟州溶洞
蓟州溶洞位于中华人民共和国天津市蓟州区罗庄子镇洪水庄村北灵气山，属燕山山脉，中上元古界地层。洞内全长1500米，是天津市唯一的洞穴景观。

## 形成
蓟州溶洞属白云岩构造裂隙型洞穴，即不是靠水溶蚀形成的，而是地壳在运动过程中产生的巨大裂隙，形成了地下溶洞和巨大石柱林。

## 开发
1998年，一位农民在追獾时意外发现了蓟州溶洞。
蓟州溶洞于1999年开始开发，2006年完工并对外开放。截止2021年，蓟州溶洞已开发3万平方米，完善景观40余处。